# くにかぜII

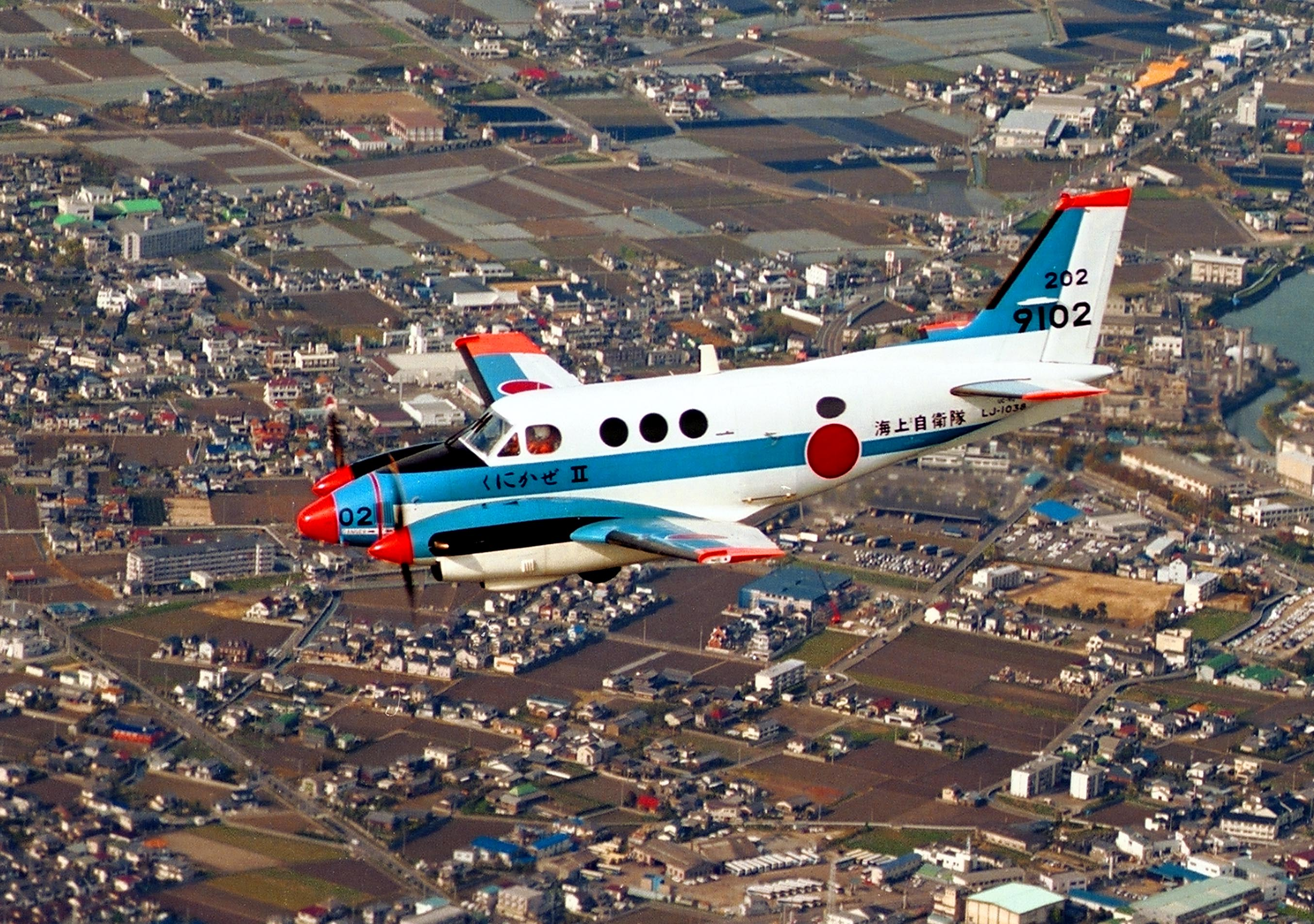
くにかぜII

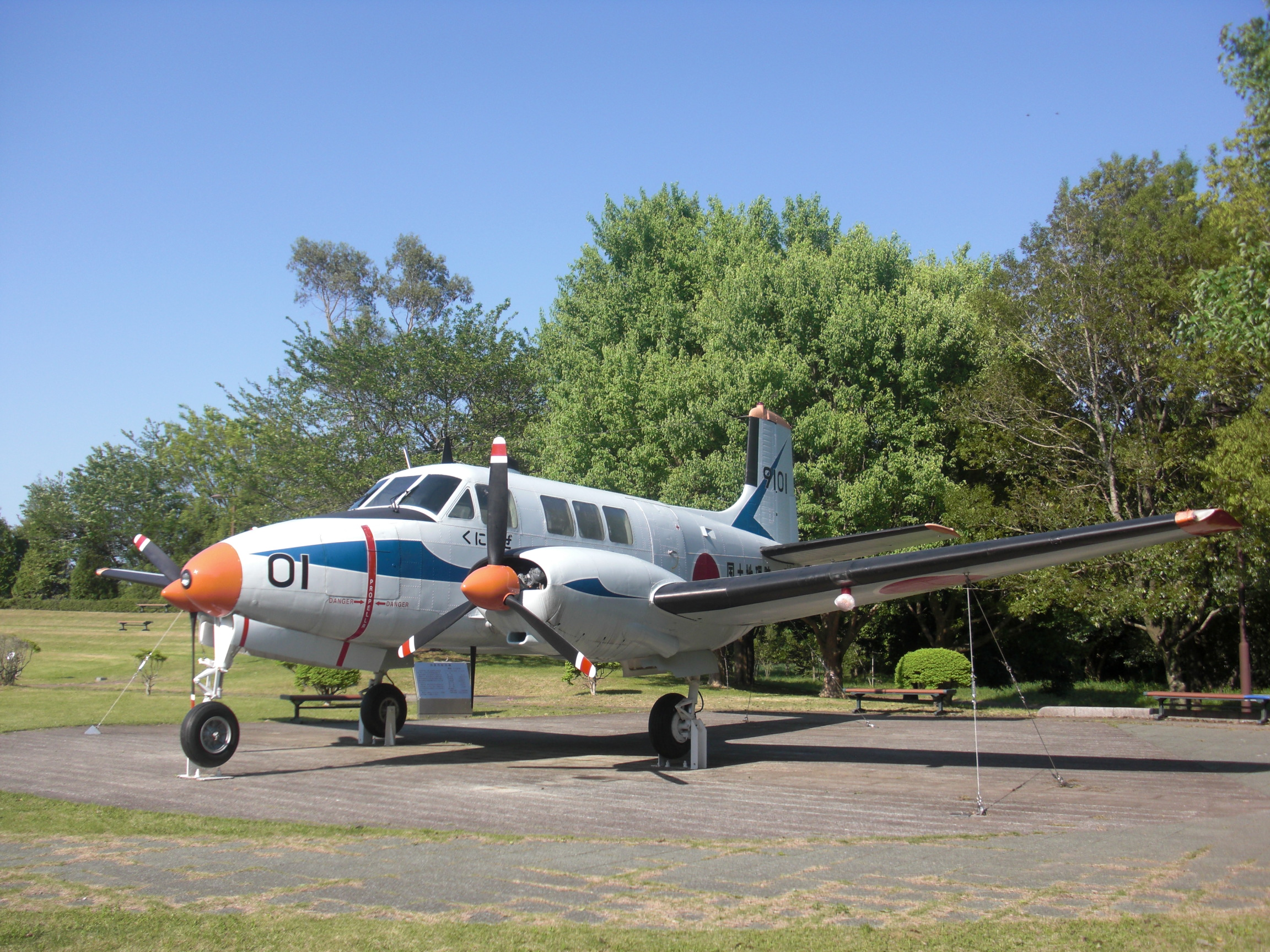
先代機「くにかぜ」（地図と測量の科学館）

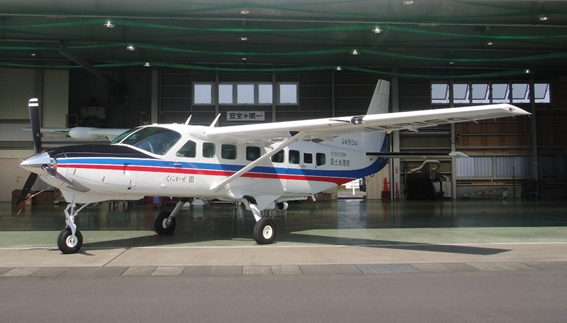
後継機「くにかぜIII」

くにかぜIIは、1983年（昭和58年）から2009年（平成21年）まで運用されていた国土地理院の測量用航空機。後継はくにかぜIII。

## 沿革
ビーチクラフト B65を改装した測量用航空機「くにかぜ」の後継として、ビーチクラフト C90（海上自衛隊での名称はUC-90）を改装した機体が導入され、1983年10月から運航を開始した。

## 装備
「くにかぜII」には、従来から使用されてきた航空カメラRMKA-15/23に加え、国土地理院が新たに保有したRC-10も搭載した。航空磁気測量には胴体尾部にセンサーを備え、新型の記録装置を搭載した。1996年（平成8年）の定期修理に合わせて、航空カメラをRC-30に換装し、GPS航法装置を搭載した。2005年（平成17年）にはGPS/IMU装置を追加し、2007年（平成19年）からは地理空間情報・空中写真のデジタル情報化に対応するために、従来のフィルム航空カメラに代えて航空用デジタルカメラを導入した。しかし、晩年には追加機器により機体重量がかさんだことで、デジタルカメラ使用時には4名搭乗で航続時間が2.5時間にまで短くなっていた。

## 運用
運用は「くにかぜ」と同様に海上自衛隊徳島教育航空群第202教育航空隊に委託され、徳島航空基地を拠点に全国各地の航空測量や磁気測量に従事した。また、阪神・淡路大震災や三宅島火山噴火、新潟県中越地震などの災害発生時にも、災害の発生状況調査のための航空写真撮影に出動した。
2010年（平成22年）3月3日、運航制限時間である9,000時間に達したため運用を終了した。退役する2010年度末までに実施した空中写真撮影の総面積は582,570km2，撮影延長距離は209,391km、航空磁気測量の延長距離は127,500kmに及んだ。
後継機の「くにかぜIII」にはセスナ 208B型が採用されているが、防衛省が同型機を使用していないため、運航は民間に委託され、共立航空撮影により運用されている。
くにかぜIIの撮影席は切り取られ、地図と測量の科学館の常設展示室に展示されている。

## 性能
- 全幅：15.32m
- 全長：10.82m
- 全高：4.33m
- エンジン：プラット・アンド・ホイットニー PT6A-20 ターボプロップエンジン×2基
- エンジン出力：550馬力+静止推力72lb
- 最大速度：時速434km
- 巡航速度：時速402km
- 航続距離：1,321nm（2,125km）
- 乗員：6名